# 준남작
준남작(영어: Baronet)은 영국에서 쓰이는 작위로, 남작과 기사의 중간 정도 작위이다. 아내는 준남작 부인이 된다.

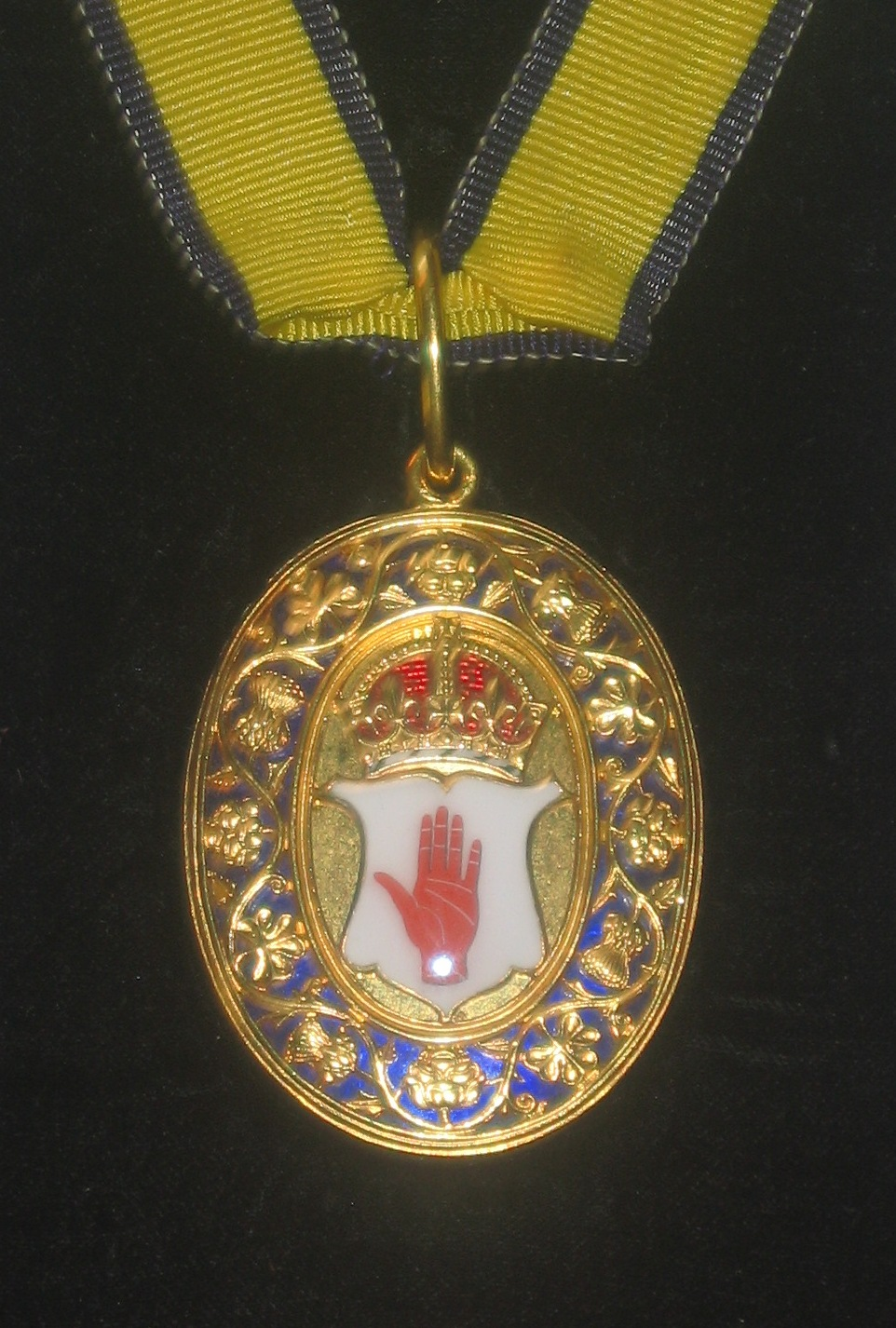
영국 준남작 뱃지

세습작위중에서는 최하위에 속하는 작위. 상급귀족으로 총칭되는 오등작의 반열에 들지 못하는 작위로 종남작(從男爵)이라고도 한다. 엄밀히 따지면 귀족계급이 아닌 기사계급에 속하며, 휘하에 소영주들을 거느릴만큼 세력이 강한 영주들의 주요 가신(家臣)에게 주어지는 칭호이기도 하다.
남작이상의 상급귀족과는 엄연히 구분되는 하급귀족이지만 기사와 달리 작위의 세습이 가능하다는 점에서 그 지위의 차별성이 존재했다. 경칭은 Sir이나 기사와의 구분을 위해 이름의 끝에 'Bart.'를 붙여 표기한다. 일반적으로 기사들의 작위는 준남작과 달리 세습을 할 수 없었으나 간혹 헤레디터리 나이트(Hereditary Knight)라고 해서 자신의 지위를 세습할 수 있는 권한을 가진 이들도 존재했는데 이들의 지위가 준남작의 그것에 해당한다고 볼 수 있다.